# The Giver - Il mondo di Jonas
The Giver - Il mondo di Jonas (The Giver) è un film del 2014 diretto da Phillip Noyce, adattamento cinematografico del romanzo fantascientifico distopico The Giver - Il donatore di Lois Lowry (primo capitolo di una fortunata serie di cui fanno parte anche i romanzi La rivincita, Il messaggero e Il figlio).

## Trama
In un futuro imprecisato la società vive in una civiltà perfetta in cui amore, gioia, violenza e crudeltà sono assenti. Le persone vivono divise in unità familiari composte solitamente da quattro persone (i genitori e i due figli, in genere maschio e femmina) e ad ogni compimento di età viene affidato un compito. Ai giovani viene assegnato all'età di 12 anni il lavoro che svolgeranno per il resto della loro vita.
A Jonas il giorno del suo 12º compleanno viene affidato il compito di diventare il prossimo Accoglitore di Memorie, la cui mansione consiste nel custodire le memorie di tutta l'umanità sin dall'inizio dei tempi per fornire consiglio agli Anziani qualora ce ne fosse bisogno. Per questa mansione verrà addestrato dal vecchio Accoglitore di Memorie, che da allora viene chiamato da tutti Donatore.
Con il passare del tempo Jonas inizia ad apprezzare sempre più il suo incarico, percependo nelle memorie a lui trasmesse momenti piacevoli, ma anche momenti sgradevoli, della vita che era. Raccontando ciò che aveva visto e provato a Fiona, una sua cara amica d'infanzia, Jonas comincia a prendere coscienza di ciò che manca all'umanità ed inizia ad affezionarsi al Donatore.
Inizia così, segretamente, a smettere di seguire le regole: inizia a prestare di nuovo attenzione ai colori e ad apprezzarli (cosa che nessuno era più in grado di fare) e smette di fare l'iniezione mattutina, attività che tutte le persone della comunità erano tenuti a fare prima di uscire di casa; quest'ultima aveva lo scopo di reprimere tutti gli impulsi di carattere sessuale o sentimentale. Grazie a questa serie di fattori capisce lentamente di essere profondamente innamorato di Fiona. Dopo aver convinto anche la ragazza ad evitare l'iniezione mattutina obbligatoria, anche lei si accorge di provare il medesimo sentimento per Jonas.
Tramite l'addestramento con il Donatore, però, Jonas scopre una terribile verità: i bambini ritenuti non adeguati alle unità familiari venivano congedati, ovvero uccisi qualche giorno dopo essere nati, e capisce che questo capiterà anche a Gabriel, un bambino che faceva parte da breve tempo della sua attuale unità familiare. Fugge con lo stesso Gabriel per salvargli la vita, chiedendo a Fiona di seguirlo, ma la ragazza preferisce rimanere per aiutarlo a fuggire.
Dopo essere riuscito a salvare Gabriel, Jonas capisce, grazie al Donatore, che tutti i ricordi perduti torneranno alle persone se riuscirà ad oltrepassare il "confine delle memorie", un profondo dirupo non lontano dalla casa del Donatore, per esplorare una zona sconosciuta e proibita, che custodisce i ricordi. Dopo un faticoso e durevole viaggio in mezzo a deserti bollenti e montagne ghiacciate, Jonas riesce a superare il confine insieme a Gabriel, facendo riaffiorare i ricordi a tutti. Al confine scorge una casupola in legno, identica ad una che il Donatore gli aveva mostrato in un ricordo felice del tempo passato.
Con questa immagine si conclude il film.

## Personaggi
- Jonas: il protagonista, che venne scelto come portatore di ricordi.
- Fiona: È la migliore amica di Jonas fin dall'infanzia. È una ragazza molto dolce ed educata. Adora i bambini e ama andare in giro con Jonas e Asher, ai quali è molto legata. Quando Jonas inizierà a cambiare, sarà la prima ad ascoltarlo e a stargli vicino.
- Donatore: colui che trasmette i ricordi a Jonas.
- Gabriel: il bimbo affidato al padre di Jonas.
- Asher: È un ragazzo spiritoso e gentile, anche se col passare del tempo diventerà più serio e ostile. Inizialmente era un grande amico di Jonas e Fiona, ma poi diventerà loro nemico. Tuttavia, quando il capo Elder gli ordinerà di uccidere Jonas, egli deciderà di non farlo e lo aiuterà a scappare.
- Rosemary: Si scoprirà in seguito che era la figlia del Donatore.
- Lily: È la sorellina di Jonas. È una bambina molto curiosa e vivace. Vuole molto bene alla sua famiglia, in particolare a suo fratello maggiore Jonas.

## Distribuzione
Il primo trailer è stato diffuso il 19 marzo 2014. Il film è stato distribuito nelle sale cinematografiche statunitensi il 15 agosto 2014 ed in quelle italiane l'11 settembre dello stesso anno.

## Riconoscimenti
- 2015 - People's Choice Awards
  - Nomination Film drammatico preferito dal pubblico